# Angosso
 (février 2015).
Si vous disposez d'ouvrages ou d'articles de référence ou si vous connaissez des sites web de qualité traitant du thème abordé ici, merci de compléter l'article en donnant les références utiles à sa vérifiabilité et en les liant à la section « Notes et références ».
Angosso est une petite localité située dans la Région du Centre au Cameroun. Cet endroit a un écosystème important à préserver et à fructifier. Les populations vivent de l'agriculture, de la pêche et du petit commerce. Ce site est situé à proximité de Mfou : siège de la chefferie du village, surplombée par le mont Fodena, département de Méfou-et-Afamba, dans l'unité administrative de Mfou, chef-lieu du département.

## Représentation
Les Groupes d'Initiative Commune (CIG), très présents dans les communautés villageoises, sont une forme originale de vie de groupe : mettre les forces en commun pour arriver aux objectifs fixés. Ces actions imaginées et mises en œuvre par les autorités, participent à l'autosuffisance alimentaire des populations
des villes et des campagnes camerounaises. Ces groupes et communautés villageoises, dont la forme dérivée est GIC, ne sont autres choses que du communautarisme positif. Angosso quartier d'un village est comme tous les villages camerounais impliqué dans cette forme originale,
pertinente et non péjorative d'un ensemble de personnes qui partagent les charges et mutualisent les obligations.
Entre autres cultures on y trouve des ananas, des poivrons, des tomates, des régimes de bananes, du piment et d'autres formes de semailles.
Les GIC concourent aussi à la mise en valeur des champs vivriers de leurs membres. Ainsi, ils font travailler leurs membres dans le champ de chacun d'eux suivant un calendrier préétabli. Les tâches portent sur l'ouverture des champs, les labours, les semailles, le sarclage et les récoltes. Le bénéficiaire des prestations doit prendre en charge les repas et la boisson du groupe et faire des dons en nature à ses coéquipiers quand il s'agit de la récolte.

## Notes et références

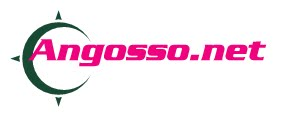